# Simon Webb
Simon Webb (ur. 10 czerwca 1949 w Londynie, zm. 14 marca 2005 w Sztokholmie) – angielski szachista, mistrz międzynarodowy od 1977, arcymistrz w grze korespondencyjnej od 1983 roku.

## Kariera szachowa
Zasady gry w szachy poznał w wieku 7 lat. W 1966 r. zdobył w Sunderland tytuł mistrza Wielkiej Brytanii juniorów w kategorii do 18 lat. Na przełomie 1968 i 1969 r. wystąpił w rozegranych w Groningen mistrzostwach Europy juniorów do 20 lat, zajmując IV miejsce. W latach 1969 i 1970 dwukrotnie wystąpił w reprezentacji Anglii na mistrzostwach świata studentów, w 1970 r. zdobywając w Hajfie srebrny medal. Był również dwukrotnym (1977, 1980) uczestnikiem drużynowych mistrzostw Europy (w 1977 r. zdobywając w Moskwie brązowy medal) oraz drużynowych turniejów o Puchar Clare Benedict (1977 – II m., 1979 – I m.).
Wielokrotnie startował w finałach indywidualnych mistrzostw Brytanii, najlepszy wynik osiągając w 1975 r. w Morecambe, gdzie podzielił II-V m. (za Williamem Hartstonem, wspólnie z m.in. Anthonym Milesem). Odniósł kilka sukcesów w turniejach międzynarodowych, m.in. dz. I m. w Hamburgu (1977, wspólnie z Ljubenem Spasowem), dz. II m. w Kallithei (1977, za Zvonimirem Mestroviciem, wspólnie z Istvanem Bilkiem i Pavlosem Gesosem), dz. I-IV m. w Atenach (1977) oraz II m. w Warszawie (1978, za Adamem Kuligowskim).
Najwyższy ranking w karierze osiągnął 1 stycznia 1978 r., z wynikiem 2445 punktów zajmował wówczas 6. miejsce wśród angielskich szachistów.
W 1978 r. wydał książkę Chess For Tigers (wyd. Oxford University Press, ISBN 3-499-17383-2).
W 1981 r. zakończył karierę czynnego szachisty, decydując się na uczestnictwo w rozgrywkach korespondencyjnych, już w pierwszym turnieju w tej odmianie szachów (BPCF Jubilee Tournament, 1983) zdobywając tytuł arcymistrza. W latach 1994–2000 uczestniczył w 14. finale mistrzostw świata, zajmując V miejsce.
W latach 80. razem z żoną zamieszkał w Szwecji, sporadycznie uczestnicząc w rozgrywkach ligowych w tym kraju.

## Tragiczna śmierć
Zginął w marcu 2005 r. w Sztokholmie w wyniku ran odniesionych od ponad 20 ciosów nożem, zadanych mu przez jego 25-letniego syna.